# مستدمية حالة للدم
مستدمية حالة للدم (الاسم العلمي: Haemophilus haemolyticus) هي نوع من البكتيريا تتبع جنس المستدمية من فصيلة الباستوريلات.